# Les Bobos
Les Bobos ("Bobós" en referencia a los burgueses bohemios) es el segundo sencillo del álbum de Renaud Rouge Sang (publicado el 2 de octubre de 2006), la canción fue emitida por la radio a partir del 16 de julio de 2006 y salió a la venta el 4 de septiembre del mismo año.

## Tema
La canción se mofa de esa categoría de la población bastante adinerada que se declara de izquierdas (pijoprogres), al menos en lo que concierne las cuestiones abstractas. Al final, el cantante reconoce que él también hace parte del lote en algunos aspectos.
Renaud define a los burgueses bohemios como una clase social situada entre la burguesía y los proletarios, no muy lejos de los cuñados ("beaufs" en francés, persona vulgar e inculta), pero en más elegantes.

## Las referencias citadas
- Las personalidades citadas en la canción :

Vincent Delerm, Michel Houellebecq, Philippe Djian, Cioran, Alain Bashung, Françoise Hardy, Gérard Manset, Pierre Desproges, Guy Bedos, Jean-Marie Bigard, Jack Lang, Nicolas Sarkozy, Bertrand Delanoë (bajo el nombre de « Maire de Paris »), Thierry Ardisson, Marc-Olivier Fogiel (bajo el pseudónimo de Marco), Manu Chao. Según el contexto, Renaud añade alguna personalidad más, por ejemplo Grand Corps Malade durante un concierto o Laurent Ruquier en el programa On n'est pas couché).
- Las marcas comerciales :

Les Inrockuptibles, Télérama, Ikea, Arte, Canal+, PSG, France Info, Diesel, Armani, Kenzo, Zadig & Voltaire.
- Los lugares :

Avenue Foch, el Cap Ferret, la Côte d'Azur.
- Otros :

4x4, bicicleta, escuelas sin niños de emigrantes, porros (de vez en cuando), Le Petit Prince, restaurantes japoneses, cine coreano, partido ecologista, museos, galerías de arte, manzana verde.